# Liste der preußischen Gesandten in Hessen-Darmstadt
Liste der preußischen Gesandten in der Landgrafschaft Hessen-Darmstadt, dem Großherzogtum Hessen (Hessen-Darmstadt) und dem Volksstaat Hessen.

## Gesandte
1787: Aufnahme diplomatischer Beziehungen
...
- 1813–1814: Carl von Hänlein (1760–1819)
- 1814–1816: vakant
- 1816–1842: Friedrich von Otterstedt (1769–1850)
  - 1826–1830: Mortimer von Maltzahn (1793–1843), Geschäftsträger
  - 1830–1834: Heinrich Alexander von Arnim (1798–1861), Gt
  - 1834–1838: Ferdinand von Galen (1803–1881), Gt
  - 1838–1842: Heinrich Alexander von Redern (1804–1888), Gt
- 1842–1848: Heinrich Friedrich Philipp von Bockelberg (1802–1857)
- 1848–1850: Resident in Frankfurt am Main
- 1850–1851: Joachim Friedrich von Otterstedt (1810–1876)
- 1851–1853: Karl Friedrich von Canitz und Dallwitz (1812–1894)
- 1853–1860: Wilhelm von Perponcher-Sedlnitzky (1819–1893)
- 1860–1865: Julius von Canitz und Dallwitz (1815–1894)
- 1866–1875: Otto von Wentzel (1819–1899)[2]
- 1876–1883: Alexander zu Lynar (1834–1886)
- 1883–1885: Ferdinand Eduard von Stumm (1843–1925)
- 1886–1887: Rudolf Friedrich Le Maistre (1835–1903)
- 1887–1890: Max von Thielmann (1846–1929)
- 1890–1894: Ludwig von Scheel-Plessen (1848–1929)
- 1894–1895: Otto von Dönhoff (1835–1904)
- 1896–1899: Carl August von der Goltz (1848–1905)
- 1900–1905: Hans zu Hohenlohe-Oehringen (1858–1945)
- 1906–1912: Martin Rücker von Jenisch (1861–1924)
- 1913–1918: Oscar Lancken von der Wakenitz (1867–1939)
- 1919–1919: Kurt Rieth (1881–1969)

Ab 4. Juni 1919 Bevollmächtigter Vertreter des Auswärtigen Amts und der Reichsregierung (Amtsbezeichnung ab 1920: Gesandter)
- 1919–1920: Kurt Rieth (1881–1969)
- 1920–1921: Hugo Graf von und zu Lerchenfeld auf Köfering und Schönberg (1871–1944)
- 1921–1921: vakant
- 1921–1927: Eduard David (1863–1930)

1927: Aufhebung der Gesandtschaft am 31. März